# Llano Manteca
Llano Manteca är en ort i Mexiko.   Den ligger i kommunen San Pablo Cuatro Venados och delstaten Oaxaca, i den sydöstra delen av landet, 400 km sydost om huvudstaden Mexico City. Llano Manteca ligger 2 716 meter över havet och antalet invånare är 117.
Terrängen runt Llano Manteca är kuperad åt nordväst, men åt sydost är den bergig. Llano Manteca ligger uppe på en höjd. Runt Llano Manteca är det ganska glesbefolkat, med 26 invånare per kvadratkilometer. Närmaste större samhälle är Santa Cruz Xoxocotlán, 20,0 km öster om Llano Manteca. I omgivningarna runt Llano Manteca växer i huvudsak blandskog.